# Doddasulikere, Ramanagara
Doddasulikere là một làng thuộc tehsil Ramanagara, huyện Ramanagara, bang Karnataka, Ấn Độ.